# ボブ・クージー賞
ボブ・クージー・ポイントガード年間最優秀選手賞 (英語: Bob Cousy Award presented by The College of the Holy Cross、またはBob Cousy Collegiate Point Guard of the Year)は、ネイスミス記念バスケットボール殿堂から毎年、男子カレッジバスケットボール選手のその年に最も優れたポイントガードに贈られる賞である。この賞名は、1950年から1963年までNBAのボストン・セルティックス在籍時に6度のNBAチャンピオン制覇に貢献したポイントガードのボブ・クージーにちなんで名づけられた。
毎年、各大学のヘッドコーチ、全米カレッジスポーツ情報ディレクター (CoSIDA)、全米バスケットボールコーチ協会 (NABC)のメンバーによって選手リストが推薦される。CoSIDAのメンバーで構成される審査委員会が推薦を審査し、各部門から16名（全米大学体育協会（NCAA) ディビジョンIから12名、ディビジョンIIおよびディビジョンIIIから各2名）を選出し、その後、ホールによって任命された選考委員会が受賞者を決定する。この委員会は、殿堂入りした選手、ヘッドコーチ、スポーツ情報ディレクター、メディア、そしてクージー本人からなる30名で構成されている。
2010年にメリーランド大学出身のグレイビス・バスケスは、海外出身初の受賞者である。輩出校の最多はコネチカット大学、ノースカロライナ大学でそれぞれ3名である。

## 歴代受賞者

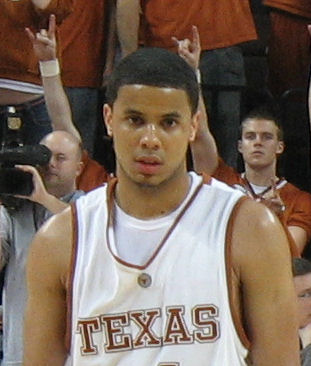
テキサス大学出身のD・J・オーガスティンは2年生で受賞した5人のうちの1人で、他4人はケンドール・マーシャル、トレイ・バーク、タイラー・ユリス、ジャ・モラントである。

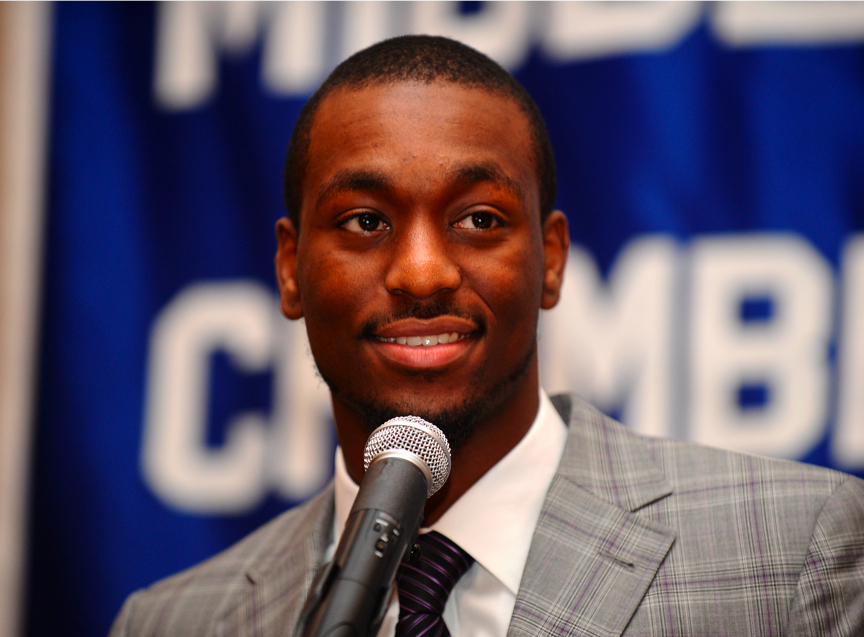
2011年はコネチカット大学出身のケンバ・ウォーカーが受賞。

| *        | ネイスミス・カレッジ年間最優秀選手賞, ジョン・R・ウッデン賞同時受賞者 |
| 選手 (X) | 括弧内は受賞回数                                                      |

| シーズン | 選手                    | 大学             | 学年           |
| -------- | ----------------------- | ---------------- | -------------- |
| 2003–04  | ジャミーア・ネルソン*   | セント・ジョセフ | シニア         |
| 2004–05  | レイモンド・フェルトン  | ノースカロライナ | ジュニア       |
| 2005–06  | ディー・ブラウン*       | イリノイ         | シニア         |
| 2006–07  | エイシー・ロー          | テキサスA&M      | シニア         |
| 2007–08  | D・J・オーガスティン    | テキサス         | ソフォモア     |
| 2008–09  | タイ・ローソン          | ノースカロライナ | ジュニア       |
| 2009–10  | グレイビス・バスケス    | メリーランド     | シニア         |
| 2010–11  | ケンバ・ウォーカー      | UConn            | ジュニア       |
| 2011–12  | ケンドール・マーシャル  | ノースカロライナ | ソフォモア     |
| 2012–13  | トレイ・バーク*         | ミシガン         | ソフォモア     |
| 2013–14  | シャバズ・ネイピアー    | UConn            | シニア         |
| 2014–15  | デロン・ライト          | ユタ             | シニア         |
| 2015–16  | タイラー・ユリス        | ケンタッキー     | ソフォモア     |
| 2016–17  | フランク・メイソン3世*  | カンザス         | シニア         |
| 2017–18  | ジェイレン・ブランソン* | ビラノバ         | ジュニア       |
| 2018–19  | ジャ・モラント          | マレー・ステート | ソフォモア     |
| 2019–20  | ペイトン・プリチャード  | オレゴン         | シニア         |
| 2020–21  | アヨ・ドスンム          | イリノイ         | ジュニア       |
| 2021-22  | コリン・ギレスピー      | ビラノバ         | グラジュエート |
| 2022-23  | マーキス・ノウェル      | カンザス州立     | シニア         |
| 2023-24  | トリステン・ニュートン  | UConn            | シニア         |
| 2024-25  | ブレイデン・スミス      | パデュー         | ジュニア       |

## 大学別受賞回数
| 大学                 | 受賞者数 | 受賞年           |
| -------------------- | -------- | ---------------- |
| ノースカロライナ大学 | 3        | 2005, 2009, 2012 |
| コネチカット大学     | 3        | 2011, 2014, 2024 |
| イリノイ大学         | 2        | 2006, 2021       |
| ビラノバ大学         | 2        | 2018, 2022       |
| カンザス大学         | 1        | 2017             |
| カンザス州立大学     | 1        | 2023             |
| ケンタッキー大学     | 1        | 2016             |
| メリーランド大学     | 1        | 2010             |
| ミシガン大学         | 1        | 2013             |
| マレー州立大学       | 1        | 2019             |
| オレゴン大学         | 1        | 2020             |
| パデュー大学         | 1        | 2025             |
| セント・ジョセフ大学 | 1        | 2004             |
| テキサス大学         | 1        | 2008             |
| テキサスA&M大学      | 1        | 2007             |
| ユタ大学             | 1        | 2015             |